# Roque Saint-Christophe
La Roque Saint-Christophe ist ein für seine Höhlen bekannter Kalksteinfelsen im Tal der Vézère zwischen Les Eyzies-de-Tayac-Sireuil und Montignac-Lascaux im französischen Département Dordogne. In der Nähe liegen die Grabungsstätten von Le Moustier, das für die Periode des Moustérien namensgebend war und wo die Knochenreste eines Neandertalers gefunden wurden. Für die Periode des Magdalenien verlieh die kleine Kirche des nur wenig weiter flussabwärts liegenden trygloditischen Dörfchens La Madeleine ihren Namen, die oberhalb der bedeutenden archäologischen Fundstätte in der Felswand steht.   
Die etwa 900 m lange und 80 m hohe Felswand weist etwa hundert Abris auf, die sich auf fünf lange, vom Fluss ausgewaschene Hochterrassen verteilen. Diese natürlichen Halbhöhlen wurden schon im Jungpaläolithikum von Menschen bewohnt. 
Im Mittelalter diente eine im Fels entstandene befestigte Siedlung bis zu 1500 Bewohnern als Schutz vor den Einfällen der Normannen und den Auseinandersetzungen im Hundertjährigen Krieg. Während der Religionskriege wurde die Anlage schließlich zerstört.
Der Besuch von La Roque Saint-Christophe vermittelt einen Eindruck von den intensiven Aktivitäten seiner ehemaligen Bewohner. Zu sehen sind die Spuren, die sie im Fels hinterlassen haben: Kanäle, Pfostenlöcher, Wasserbehälter, Feuerstellen, Treppen und Gänge. Ein an den Felshang gebautes Haus wurde mit den alten Techniken rekonstruiert, ebenso wie verschiedene Baumaschinen des Mittelalters.